# Жуков Олег Анатолійович
Оле́г Анато́лійович Жуќов (1977—2019) — солдат Збройних сил України, учасник російсько-української війни.

## Життєпис
Народився 1977 року в місті Краматорськ (Донецька область). 2003 закінчив Донбаську державну машинобудівну академію — за спеціальністю «обробка металів тиском», інженер-технолог. Працював на Старокраматорському машинобудівному заводі — слюсарем, інженером-конструктором, маркетологом, по тому — начальником виробничо-диспетчерського відділку та старшим майстром виробничої дільниці верстатних робіт.
26 грудня 2018 року вступив на військову службу за контрактом; солдат, стрілець-помічник гранатометника 2-го відділення 1-го взводу 2-ї роти, 1-й механізований батальйон 54-ї бригади.
4 липня 2019-го загинув в передвечірню пору близько хутора Вільний (Золоте-4, що входить до складу міста Золоте), від кулі снайпера в голову під час ворожого обстрілу.
Похований у Краматорську, на кладовищі мікрорайону Жовтневий.
Без Олега лишилися мама і брат.

## Нагороди та вшанування
- Указом Президента України № 93/2020 від 18 березня 2020 року за «особисту мужність, виявлену у захисті державного суверенітету та територіальної цілісності України, самовіддане служіння Українському народу» нагороджений орденом «За мужність» III ступеня (посмертно)[2]